# Alexander Georg Supan
Alexander Georg Supan (San Candido, 3 marzo 1847 – Breslavia, 7 luglio 1920) è stato un geografo austriaco.

## Biografia
Nacque a Innichen, nel Tirolo, Supan iniziò la sua educazione al ginnasio di Laibach. Studiò presso l'Università di Graz (1866-68) come allievo dello storico Franz Krones, poi continuò la sua formazione presso l'Università di Vienna, conseguendo il suo dottorato di ricerca a Graz nel 1870. Dal 1871 al 1875 lavorò come insegnante nella Realschule a Laibach, e in seguito studiò varie scienze a Graz, Halle e Lipsia.
Nel 1877 divenne insegnante del ginnasio di Czernowitz, nel 1880 fu nominato professore associato di geografia all'università della stessa città. Nel 1884 divenne direttore delle Mitteilungen di Petermann a Gotha, conservando questo incarico fino al 1909, quando accettò la cattedra di geografia a Breslavia. Morì a Breslavia il 6 luglio 1920.
I suoi contributi sulla alla scienza geografica erano principalmente nei campi della climatologia e dell'oceanografia. Nel 1889 fu nominato direttore del calendario statistico dell'Almanacco di Gotha.

## Opere
- Lehrbuch der Geographie für österreichische Mittelschulen und verwandte Lehranstalten sowie zum Selbstunterrichte (1874, 10ª edizione 1901).
- Statistik der unteren Luftströmungen  (1881).
- Grundzüge der physischen Erdkunde (1884, 3ª edizione 1903) – Basics of physical geography.
- Deutsche Schulgeographie (1895; riedito. 1915) – German school geography.
- Die territoriale Entwicklung der europäischen Kolonien (1906).
- Leitlinien der allgemeinen politischen Geographie (1918).